# 데스워치 (2002년 영화)
《데스워치》(영어: Deathwatch)는 2002년 영국과 독일에서 제작된 공포 전쟁 영화이다. 제1차 세계 대전 중인 1917년 어느 독일군 참호를 점령한 영국군 보병중대가 참호에서 악령에 얽혀 서로 살인극을 벌인다는 내용이다.
이 영화는 제1차 세계 대전 당시 서부 전선 참호를 비교적 잘 묘사하고 있다.

## 줄거리
1917년 제1차 세계 대전. 제닝스 중대장이 이끄는 영국군 화이트 중대는 작전 명령에 따라 적진인 독일군 참호를 향해 돌격하고, 독일군은 가스를 살포한다. 이어 짙은 안개 속을 헤매면서 화이트 중대는 대열에서 이탈하고, 제닝스 중대장을 비롯한 화이트 중대 생존자들은 독일군들이 사용한 것으로 보이는 참호로 들어간다.
미로같이 얽힌 참호 속에서 이들은 독일군 1명을 생포하고, 이등병 찰리만이 비인도적인 처우에 동의하지 않는 가운데 이 포로를 고문한다. 이들은 이 독일군 포로로부터 참호를 떠나지 않으면 모두 죽을 것이라는 이야기를 듣는다. 그 말을 믿지 않은 화이트 중대 대원들은 참호를 사수하기로 한다.
하지만 시간이 흐를수록 참호에서 이상한 일들이 벌어지고, 저절로 움직이는 철사줄과 진흙이 중대원들을 죽이는 지옥도 속에서 다들 미쳐가기 시작한다.
이 독일군 포로는 어쩌면 사람이 아니라 악마일지도 모른다.

## 출연
- 제이미 벨 - 찰리 셰익스피어 이등병, 나이를 속이고 입대한 16살 역
- 로리 콘로이 - 콜린 셰바스 이등병, 척추 부상으로 대마비 상태가 된 중대원 역
- 로런스 폭스 - 브램웰 제닝스 대위, 무능력한 중대장 역
- 딘 레넉스 켈리 - 윌리 맥네스 이등병, 스코틀랜드인, 선두 척후병 역
- 토르븐 리브레히트 - 프리드리히, 포로가 된 독일군 역
- 크리스 마셜 - 배리 스터린스키 이등병, 특등사수 역
- 핸스 매서슨 - 잭 호크스톤 이등병, 사기 증진을 위해 하모니카를 연주하는 중대원 역
- 휴 오코너 - 앤서니 브래드퍼드 이등병, 군목, 무선 통신병 역
- 매슈 리스 - "독" 페어웨더 상등병, 위생병 역
- 앤디 서키스 - 토머스 퀸 이등병, 잔인한 성정을 소유한 중대원 역

## 기타 제작진
- 협력 제작: 랠프 캠프, 마이클 비쇼프
- 배역: 리오라 라이시
- 미술: 알렉산다르 데니치
- 의상: 루신다 라이트